# مجدي مرشد
ا.د مجدي مرشد هو أستاذ ورئيس قسم طب وجراحة العيون بكلية الطب جامعة 6 أكتوبر، من مواليد السماعنة بمركز فاقوس عام 1959، عضو المجمع العلمي لطب العيون، عضو مجلس النواب ورئيس لجنة الصحة بمجلس النواب منذ ٢٠١٧/٢٠١٦ وأمين عام ائتلاف دعم مصر الاغلبية بمجلس النواب ٢٠١٨/٢٠١٩، مؤسس وعضو المجلس الرئاسي لحزب المستقلين الجدد ٢٠١١ سابقاَ، ونائب رئيس حزب المؤتمر المصري منذ 2012 للآن، وعضو مجلس إدارة ومؤسس الأكاديمية المصرية للعيون، وعضو مجلس إدارة وأمين صندوق وسكرتير عام الجمعية الرمدية المصرية من 2003 إلى 2014 ورئيس الجمعية الرمدية المصرية من 2015 حتي الآن سكرتير عام جمعية الشبكية والجسم الزجاجي المصرية ٢٠١٠/٢٠١٢ عضو مجلس إدارة وأمين صندوق الجمعية الأفروآسيوية لطب العيون 2009 إلى 20144.

## التعليم
حاصل على شهادة الطالب المثالي للمنطقة التعليمية عام 1976، طبيب مقيم طب وجراحة العيون بالمستشفى الجامعي بالزقازيق من 1984 إلى 1988، كما حصل على شهادة الطبيب المثالي ودرع نقابة الأطباء على مستوى الجمهورية عن جامعة الزقازيق في يوم الطبيب 2004، بكالوريوس طب وجراحة بامتياز مع مرتبة الشرف طب الزقازيق 1982، كما عضو باتحاد الطلاب بجامعة الزقازيق باللجنة الرياضية، مقرر ومؤسس أسرة الفجر بطب الزقازيق من 1979، حصل علي ماجستير طب العيون من إسبانيا، كما حصل على عدة دورات من بينها دبلومة من مركز الدراسات السياسية في مدريد عن تاريخ تطور النظم السياسية في العالم، ودورات عن إدارة الأزمات، ودورة أعداد وتطوير القادة، وأخرى عن الدراسات الاستراتيجية والأمن القومي بأكاديمية ناصر العسكرية، ودورات في مجال جودة التعليم وتطوير التعليم، ومجال التنمية البشرية بالمركز المصري الكندي.

## السياسة
ترشح لمجلس الشعب بعد احداث 30 / 6 / 2013 وفاز.
له الكثير من الإنجازات منذ توليه منصب رئيس لجنة الصحة بمجلس النواب، حيث انه صاحب أول خطة كاملة لتنفيذ برنامج شامل للتأمين الصحي الكامل.
خدماته لأهل دائرته ترتقي لمنصبه الجديد، حيث إنه يقدم كل ما يملك من خدمات لمصلحة بلده وأهله.. سعى لإنشاء كلية طب بفاقوس بلده ووفق في ذلك وتم البدء في الدراسة بها عام ٢٠٢١/٢٠٢٠.. للنهوض بالخدمات الصحية بفاقوس وجعل مستشفى فاقوس نموذجيا ومتكامل..